# 河内国家大学
河内国家大学（越南语：／），是一所越南的高等院校，位于首都河内，为越南重点大学。下设7个會員大學。該大學於1993年正式組建，其前身可追溯至1906年。
由於河内国家大学的主要任務是培養高素質人才和研發應用先進科技成果，在越南科教體系中佔有特殊地位，故由政府總理直接分管。

## 沿革
- 河内国家大学其前身是成立于1906年的東洋大學（越南语：／，直译：「印度支那大学」）；
- 1945年11月更名为越南国家大学（越南语：／）；
- 1956年6月又改为河内綜合大学（越南语：／）；
- 1993年12月10日，河内綜合大学合并了河内师范大学（越南语：／）与河内外语师范大学（越南语：／）之后组建成河内国家大学。[1]
- 2001年2月1日河内国家大学进行重组，合并河内一些主要院校，形成目前规模。

## 結構
河内国家大学、胡志明市国家大学等越南重点大學实行“会员大学”和一般院系并存的院校结构，其中“会员大学”不同于直属院系，它是独立的大学通过加盟方式参与越南国家大学，有较强的自主性。

### 會員大學
- 理工大學
- 經濟大學
- 自然科學大學
- 人文與社會科學大學
- 外國語大學
- 教育大學
- 日越大學
- 医药大学[2]

### 科學研究所
- 資訊工程學院
- 越南國學與科學發展研究所
- 微生物學與生物技術研究所

### 直屬部門
- 法學院
- 工商管理學院
- 國際研究學院
- 研究生院

### 研究中心
- 教師政治理論培訓中心
- 資源環境研究中心
- 婦女問題研究中心
- 越南和文化交流研究中心
- 教學品質保障與研發中心
- 技術培訓和就業中心
- 系統開發中心
- 國防教育中心
- 物理體育教育中心

## 歷任校長
| 序號 | 名稱                      | 時期        | 後任                                       |
| 1    | 阮文道（Nguyễn Văn Đạo）  | 1993 - 2001 |                                            |
| 2    | 陶仲诗（Đào Trọng Thi）   | 2001 - 2007 | 文化、教育、青年、兒童和青年議會委員會主席 |
| 3    | 梅仲潤（Mai Trọng Nhuận） | 2007 - 2012 |                                            |
| 4    | 馮春雅（Phùng Xuân Nhạ）  | 2013 - 2016 | 越南教育培训部部长                         |
| 5    | 阮金山（Nguyễn Kim Sơn）  | 2016 - 2021 | 越南教育培训部部长                         |
| 6    | 黎军（Lê Quân）           | 2021 -      |                                            |

## 參閱
- 越南大學列表